# More Fast Songs About the Apocalypse
More Fast Songs About The Apocalypse es el decimocuarto álbum de estudio del músico estadounidense Moby. Fue lanzado el 12 de junio de 2017.
Grabado junto a la banda  The Void Pacific Choir.

## Lista de canciones
Todas las canciones escritas y compuestas por Moby. 
| N.º   | Título                                                                  | Duración |  |
| 1.    | «Silence»                                                               | 3:56     |  |
| 2.    | «A Softer War»                                                          | 4:29     |  |
| 3.    | «There’s Nothing Wrong with the World, There’s Something Wrong with Me» | 3:52     |  |
| 4.    | «Trust»                                                                 | 2:50     |  |
| 5.    | «All the Hurts We Made»                                                 | 5:06     |  |
| 6.    | «In This Cold Place»                                                    | 3:57     |  |
| 7.    | «If Only a Correction of All We’ve Been»                                | 5:25     |  |
| 8.    | «It’s So Hard to Say Goodbye»                                           | 3:27     |  |
| 9.    | «A Happy Song»                                                          | 2:49     |  |
| 35:46 |                                                                         |          |  |